# Podperaea krylovii
Podperaea krylovii là một loài Rêu trong họ Hypnaceae. Loài này được (Podp.) Z. Iwats. & Glime miêu tả khoa học đầu tiên năm 1984.